# UEFA Nations League 2018–19 (hạng đấu D)
UEFA Nations League 2018–19 Hạng D là phân hạng thứ tư và thấp nhất của UEFA Nations League mùa giải 2018-19, mùa giải đầu tiên của giải thi đấu bóng đá quốc tế với sự tham gia của các đội tuyển quốc gia nam của 55 thành viên hiệp hội UEFA. Ban đầu, 4 đội nhất bảng của Hạng D sẽ được lên Hạng C của UEFA Nations League 2020-21. Nhưng sau đó UEFA đã có sự điều chỉnh, 9 đội (gồm 4 đội nhất bảng, 4 đội nhì bảng và 1 đội đứng thứ 3 có thành tích tốt nhất) sẽ được lên Hạng C.

## Thể thức

### Hạt giống
Các đội tuyển sẽ được phân bổ cho Hạng D theo hệ số đội tuyển quốc gia châu Âu của họ sau khi kết thúc của vòng bảng vòng loại giải vô địch bóng đá thế giới 2018 vào ngày 11 tháng 10 năm 2017. Các đội tuyển sẽ được chia thành bốn nhóm bốn đội, được sắp xếp dựa trên hệ số đội tuyển quốc gia châu Âu của họ. Do khoảng cách đi lại quá xa, một bảng chỉ được chứa một trong các cặp sauː Andorra và Kazakhstan, Quần đảo Faroe và Kazakhstan, Gibraltar và Kazakhstan, Gibraltar & Azerbaijan.
Lễ bốc thăm bảng sẽ diễn ra tại Trung tâm hội nghị SwissTech ở Lausanne, Thụy Sĩ vào ngày 24 tháng 1 năm 2018. Vì các lý do chính trị, Armenia và Azerbaijan không thể lọt vào cùng một bảng (do xung đột Nagorno-Karabakh).
| Đội tuyển     | Hệ số  | Hạng |
| ------------- | ------ | ---- |
| Azerbaijan    | 17,761 | 40   |
| Bắc Macedonia | 17,071 | 41   |
| Belarus       | 16,868 | 42   |
| Gruzia        | 16,523 | 43   |

| Đội tuyển      | Hệ số  | Hạng |
| -------------- | ------ | ---- |
| Armenia        | 15,846 | 44   |
| Latvia         | 15,821 | 45   |
| Quần đảo Faroe | 15,490 | 46   |
| Luxembourg     | 14,231 | 47   |

| Đội tuyển     | Hệ số  | Hạng |
| ------------- | ------ | ---- |
| Kazakhstan    | 13,431 | 48   |
| Moldova       | 13,130 | 49   |
| Liechtenstein | 10,950 | 50   |
| Malta         | 10,870 | 51   |

| Đội tuyển  | Hệ số  | Hạng |
| ---------- | ------ | ---- |
| Andorra    | 10,240 | 52   |
| Kosovo     | 9,950  | 53   |
| San Marino | 8,190  | 54   |
| Gibraltar  | 7,550  | 55   |

## Các bảng
Danh sách lịch thi đấu được UEFA xác nhận vào ngày 24 tháng 1 năm 2018 sau lễ bốc thăm.
Thời gian là CET/CEST, như được liệt kê bởi UEFA (giờ địa phương, nếu khác nhau, nằm trong dấu ngoặc đơn).

### Bảng 1
| VT | Đội        | ST | T | H | B | BT | BB | HS  | Đ  | Thăng hạng             |     | Gruzia | Kazakhstan | Latvia | Andorra |
| -- | ---------- | -- | - | - | - | -- | -- | --- | -- | ---------------------- | --- | ------ | ---------- | ------ | ------- |
| 1  | Gruzia     | 6  | 5 | 1 | 0 | 12 | 2  | +10 | 16 | Giành quyền lên Hạng C |     | —      | 2–1        | 1–0    | 3–0     |
| 2  | Kazakhstan | 6  | 1 | 3 | 2 | 8  | 7  | +1  | 6  | Giành quyền lên Hạng C |     | 0–2    | —          | 1–1    | 4–0     |
| 3  | Latvia     | 6  | 0 | 4 | 2 | 2  | 6  | −4  | 4  |                        |     | 0–3    | 1–1        | —      | 0–0     |
| 4  | Andorra    | 6  | 0 | 4 | 2 | 2  | 9  | −7  | 4  |                        | 1–1 | 1–1    | 0–0        | —      |         |

1. ↑  Do sự thay đổi thể thức cho UEFA Nations League 2020–21, các đội xếp thứ hai trong mỗi bảng và đội xếp thứ ba tốt nhất trong số tất cả các bảng cũng được thăng hạng.

| Kazakhstan | 0–2      | Gruzia                               |
| ---------- | -------- | ------------------------------------ |
|            | Chi tiết | - Chakvetadze 69' - Malyi 74' (l.n.) |

| Latvia | 0–0      | Andorra |
| ------ | -------- | ------- |
|        | Chi tiết |         |

| Gruzia                    | 1–0      | Latvia |
| ------------------------- | -------- | ------ |
| - Okriashvili 77' (ph.đ.) | Chi tiết |        |

| Andorra     | 1–1      | Kazakhstan       |
| ----------- | -------- | ---------------- |
| - Aláez 86' | Chi tiết | - Logvinenko 68' |

| Gruzia                                 | 3–0      | Andorra |
| -------------------------------------- | -------- | ------- |
| - Qazaishvili 33', 84' - Kankava 90+5' | Chi tiết |         |

| Latvia           | 1–1      | Kazakhstan        |
| ---------------- | -------- | ----------------- |
| - Karašausks 40' | Chi tiết | - Zaynutdinov 16' |

| Kazakhstan                                                          | 4–0      | Andorra |
| ------------------------------------------------------------------- | -------- | ------- |
| - Seydakhmet 21' - Turysbek 39' - Gómes 61' (l.n.) - Murtazayev 74' | Chi tiết |         |

| Latvia | 0–3      | Gruzia                                      |
| ------ | -------- | ------------------------------------------- |
|        | Chi tiết | - Kankava 8' - Gvilia 29' - Chakvetadze 61' |

| Kazakhstan       | 1–1      | Latvia       |
| ---------------- | -------- | ------------ |
| - Suyumbayev 37' | Chi tiết | - Rakels 49' |

| Andorra           | 1–1      | Gruzia           |
| ----------------- | -------- | ---------------- |
| - C. Martínez 63' | Chi tiết | - Chakvetadze 9' |

| Andorra | 0–0      | Latvia |
| ------- | -------- | ------ |
|         | Chi tiết |        |

| Gruzia                               | 2–1      | Kazakhstan      |
| ------------------------------------ | -------- | --------------- |
| - Merebashvili 59' - Chakvetadze 84' | Chi tiết | - Omirtayev 90' |

### Bảng 2
| VT | Đội        | ST | T | H | B | BT | BB | HS  | Đ  | Thăng hạng             |  | Belarus | Luxembourg | Moldova | San Marino |
| -- | ---------- | -- | - | - | - | -- | -- | --- | -- | ---------------------- |  | ------- | ---------- | ------- | ---------- |
| 1  | Belarus    | 6  | 4 | 2 | 0 | 10 | 0  | +10 | 14 | Giành quyền lên Hạng C |  | —       | 1–0        | 0–0     | 5–0        |
| 2  | Luxembourg | 6  | 3 | 1 | 2 | 11 | 4  | +7  | 10 | Giành quyền lên Hạng C |  | 0–2     | —          | 4–0     | 3–0        |
| 3  | Moldova    | 6  | 2 | 3 | 1 | 4  | 5  | −1  | 9  | Giành quyền lên Hạng C |  | 0–0     | 1–1        | —       | 2–0        |
| 4  | San Marino | 6  | 0 | 0 | 6 | 0  | 16 | −16 | 0  |                        |  | 0–2     | 0–3        | 0–1     | —          |

1. ↑  Do sự thay đổi thể thức cho UEFA Nations League 2020–21, các đội xếp thứ hai trong mỗi bảng và đội xếp thứ ba tốt nhất trong số tất cả các bảng cũng được thăng hạng.

| Belarus                                                                | 5–0      | San Marino |
| ---------------------------------------------------------------------- | -------- | ---------- |
| - Stasevich 4' - Drahun 26', 87' - Saroka 67' (ph.đ.) - Kavalyow 90+1' | Chi tiết |            |

| Luxembourg                                          | 4–0      | Moldova |
| --------------------------------------------------- | -------- | ------- |
| - Malget 34' - Thill 60' - Sinani 75' - Martins 83' | Chi tiết |         |

| San Marino | 0–3      | Luxembourg                               |
| ---------- | -------- | ---------------------------------------- |
|            | Chi tiết | - Chanot 9' - Joachim 45+1' - Sinani 52' |

| Moldova | 0–0      | Belarus |
| ------- | -------- | ------- |
|         | Chi tiết |         |

| Belarus      | 1–0      | Luxembourg |
| ------------ | -------- | ---------- |
| - Saroka 43' | Chi tiết |            |

| Moldova            | 2–0      | San Marino |
| ------------------ | -------- | ---------- |
| - Gînsari 31', 67' | Chi tiết |            |

| Belarus | 0–0      | Moldova |
| ------- | -------- | ------- |
|         | Chi tiết |         |

| Luxembourg                              | 3–0      | San Marino |
| --------------------------------------- | -------- | ---------- |
| - Turpel 4' - Sinani 65' - V. Thill 73' | Chi tiết |            |

| San Marino | 0–1      | Moldova        |
| ---------- | -------- | -------------- |
|            | Chi tiết | - Damașcan 78' |

| Luxembourg | 0–2      | Belarus           |
| ---------- | -------- | ----------------- |
|            | Chi tiết | - Drahun 37', 54' |

| Moldova               | 1–1      | Luxembourg  |
| --------------------- | -------- | ----------- |
| - Gînsari 58' (ph.đ.) | Chi tiết | - Bensi 70' |

| San Marino | 0–2      | Belarus                  |
| ---------- | -------- | ------------------------ |
|            | Chi tiết | - Drahun 8' - Saroka 52' |

### Bảng 3
| VT | Đội            | ST | T | H | B | BT | BB | HS  | Đ  | Thăng hạng             |     | Kosovo | Azerbaijan | Quần đảo Faroe | Malta |
| -- | -------------- | -- | - | - | - | -- | -- | --- | -- | ---------------------- | --- | ------ | ---------- | -------------- | ----- |
| 1  | Kosovo         | 6  | 4 | 2 | 0 | 15 | 2  | +13 | 14 | Giành quyền lên Hạng C |     | —      | 4–0        | 2–0            | 3–1   |
| 2  | Azerbaijan     | 6  | 2 | 3 | 1 | 7  | 6  | +1  | 9  | Giành quyền lên Hạng C |     | 0–0    | —          | 2–0            | 1–1   |
| 3  | Quần đảo Faroe | 6  | 1 | 2 | 3 | 5  | 10 | −5  | 5  |                        |     | 1–1    | 0–3        | —              | 3–1   |
| 4  | Malta          | 6  | 0 | 3 | 3 | 5  | 14 | −9  | 3  |                        | 0–5 | 1–1    | 1–1        | —              |       |

1. ↑  Do sự thay đổi thể thức cho UEFA Nations League 2020–21, các đội xếp thứ hai trong mỗi bảng và đội xếp thứ ba tốt nhất trong số tất cả các bảng cũng được thăng hạng.

| Azerbaijan | 0–0      | Kosovo |
| ---------- | -------- | ------ |
|            | Chi tiết |        |

| Quần đảo Faroe                               | 3–1      | Malta        |
| -------------------------------------------- | -------- | ------------ |
| - Edmundsson 31' - Joensen 38' - Hansson 52' | Chi tiết | - Mifsud 42' |

| Kosovo                   | 2–0      | Quần đảo Faroe |
| ------------------------ | -------- | -------------- |
| - Zeneli 50' - Nuhiu 55' | Chi tiết |                |

| Malta               | 1–1      | Azerbaijan       |
| ------------------- | -------- | ---------------- |
| - Agius 10' (ph.đ.) | Chi tiết | - Khalilzade 26' |

| Quần đảo Faroe | 0–3      | Azerbaijan                               |
| -------------- | -------- | ---------------------------------------- |
|                | Chi tiết | - Almeida 28', 86' (ph.đ.) - Nazarov 67' |

| Kosovo                          | 3–1      | Malta       |
| ------------------------------- | -------- | ----------- |
| - Kololli 30', 81' - Muriqi 68' | Chi tiết | - Agius 51' |

| Azerbaijan       | 1–1      | Malta        |
| ---------------- | -------- | ------------ |
| - Abdullayev 53' | Chi tiết | - Muscat 37' |

| Quần đảo Faroe | 1–1      | Kosovo       |
| -------------- | -------- | ------------ |
| - Joensen 50'  | Chi tiết | - Rashica 9' |

| Azerbaijan                  | 2–0      | Quần đảo Faroe |
| --------------------------- | -------- | -------------- |
| - Nazarov 18' - Madatov 28' | Chi tiết |                |

| Malta | 0–5      | Kosovo                                                      |
| ----- | -------- | ----------------------------------------------------------- |
|       | Chi tiết | - Muriqi 15' - Kololli 70' - Avdijaj 78', 80' - Rashica 86' |

| Kosovo                               | 4–0      | Azerbaijan |
| ------------------------------------ | -------- | ---------- |
| - Zeneli 2', 50', 76' - Rrahmani 61' | Chi tiết |            |

| Malta         | 1–1      | Quần đảo Faroe |
| ------------- | -------- | -------------- |
| - Corbalan 4' | Chi tiết | - Joensen 3'   |

### Bảng 4
| VT | Đội           | ST | T | H | B | BT | BB | HS  | Đ  | Thăng hạng             |     | Bắc Macedonia | Armenia | Gibraltar | Liechtenstein |
| -- | ------------- | -- | - | - | - | -- | -- | --- | -- | ---------------------- | --- | ------------- | ------- | --------- | ------------- |
| 1  | Macedonia     | 6  | 5 | 0 | 1 | 14 | 5  | +9  | 15 | Giành quyền lên Hạng C |     | —             | 2–0     | 4–0       | 4–1           |
| 2  | Armenia       | 6  | 3 | 1 | 2 | 14 | 8  | +6  | 10 | Giành quyền lên Hạng C |     | 4–0           | —       | 0–1       | 2–1           |
| 3  | Gibraltar     | 6  | 2 | 0 | 4 | 5  | 15 | −10 | 6  |                        |     | 0–2           | 2–6     | —         | 2–1           |
| 4  | Liechtenstein | 6  | 1 | 1 | 4 | 7  | 12 | −5  | 4  |                        | 0–2 | 2–2           | 2–0     | —         |               |

1. ↑  Do sự thay đổi thể thức cho UEFA Nations League 2020–21, các đội xếp thứ hai trong mỗi bảng và đội xếp thứ ba tốt nhất trong số tất cả các bảng cũng được thăng hạng.

| Armenia                         | 2–1      | Liechtenstein   |
| ------------------------------- | -------- | --------------- |
| - Pizzelli 30' - Barseghyan 76' | Chi tiết | - Wolfinger 33' |

| Gibraltar | 0–2      | Bắc Macedonia                   |
| --------- | -------- | ------------------------------- |
|           | Chi tiết | - Trichkovski 19' - Alioski 35' |

| Bắc Macedonia                      | 2–0      | Armenia |
| ---------------------------------- | -------- | ------- |
| - Alioski 14' (ph.đ.) - Pandev 59' | Chi tiết |         |

| Liechtenstein                | 2–0      | Gibraltar |
| ---------------------------- | -------- | --------- |
| - Salanović 32' - Wieser 72' | Chi tiết |           |

| Armenia | 0–1      | Gibraltar                  |
| ------- | -------- | -------------------------- |
|         | Chi tiết | - J. Chipolina 50' (ph.đ.) |

| Bắc Macedonia                                    | 4–1      | Liechtenstein |
| ------------------------------------------------ | -------- | ------------- |
| - Trajkovski 10', 30' - Pandev 36' - Alioski 67' | Chi tiết | - Yildiz 37'  |

| Armenia                                                           | 4–0      | Bắc Macedonia |
| ----------------------------------------------------------------- | -------- | ------------- |
| - Pizzelli 12' - Movsisyan 67' - Ghazaryan 81' - Mkhitaryan 90+4' | Chi tiết |               |

| Gibraltar                        | 2–1      | Liechtenstein   |
| -------------------------------- | -------- | --------------- |
| - Cabrera 61' - J. Chipolina 66' | Chi tiết | - Salanović 15' |

| Gibraltar                     | 2–6      | Armenia                                                            |
| ----------------------------- | -------- | ------------------------------------------------------------------ |
| - De Barr 10' - Priestley 78' | Chi tiết | - Movsisyan 27', 48', 52', 54' - Kartashyan 66' - Karapetian 90+4' |

| Liechtenstein | 0–2      | Bắc Macedonia                    |
| ------------- | -------- | -------------------------------- |
|               | Chi tiết | - Bardhi 53' - Nestorovski 90+1' |

| Bắc Macedonia                                          | 4–0      | Gibraltar |
| ------------------------------------------------------ | -------- | --------- |
| - Bardhi 27' - Nestorovski 67', 80' - Trajkovski 90+2' | Chi tiết |           |

| Liechtenstein             | 2–2      | Armenia                       |
| ------------------------- | -------- | ----------------------------- |
| - Büchel 44' - Hasler 47' | Chi tiết | - Adamyan 9' - Karapetian 85' |

## Xếp hạng các đội đứng thứ ba của các bảng
| VT | Bg | Đội            | ST | T | H | B | BT | BB | HS  | Đ | Thăng hạng             |
| -- | -- | -------------- | -- | - | - | - | -- | -- | --- | - | ---------------------- |
| 1  | D2 | Moldova        | 6  | 2 | 3 | 1 | 4  | 5  | −1  | 9 | Giành quyền lên Hạng C |
| 2  | D4 | Gibraltar      | 6  | 2 | 0 | 4 | 5  | 15 | −10 | 6 |                        |
| 3  | D3 | Quần đảo Faroe | 6  | 1 | 2 | 3 | 5  | 10 | −5  | 5 |                        |
| 4  | D1 | Latvia         | 6  | 0 | 4 | 2 | 2  | 6  | −4  | 4 |                        |

## Cầu thủ ghi bàn
Đang có 121 bàn thắng ghi được trong 48 trận đấu, trung bình 2.52 bàn thắng mỗi trận đấu.
5 bàn thắng
- Yura Movsisyan
- Stanislaw Drahun

4 bàn thắng
- Giorgi Chakvetadze
- Arbër Zeneli

3 bàn thắng
- Anton Saroka
- René Joensen
- Benjamin Kololli
- Danel Sinani
- Ezgjan Alioski
- Ilija Nestorovski
- Aleksandar Trajkovski
- Radu Gînsari

2 bàn thắng
- Aleksandre Karapetian
- Marcos Pizzelli
- Richard Almeida
- Dimitrij Nazarov
- Jaba Kankava
- Valeri Qazaishvili
- Joseph Chipolina
- Donis Avdijaj
- Vedat Muriqi
- Milot Rashica
- Dennis Salanović
- Enis Bardhi
- Goran Pandev
- Andrei Agius

1 bàn thắng
- Jordi Aláez
- Cristian Martínez
- Sargis Adamyan
- Tigran Barseghyan
- Gevorg Ghazaryan
- Artur Kartashyan
- Henrikh Mkhitaryan
- Araz Abdullayev
- Tamkin Khalilzade
- Mahir Madatov
- Yury Kavalyow
- Ihar Stasevich
- Joán Símun Edmundsson
- Hallur Hansson
- Valerian Gvilia
- Giorgi Merebashvili
- Tornike Okriashvili
- George Cabrera
- Tjay De Barr
- Adam Priestley
- Yuriy Logvinenko
- Roman Murtazayev
- Oralkhan Omirtayev
- Yerkebulan Seydakhmet
- Gafurzhan Suyumbayev
- Bauyrzhan Turysbek
- Baktiyar Zaynutdinov
- Atdhe Nuhiu
- Amir Rrahmani
- Artūrs Karašausks
- Deniss Rakels
- Marcel Büchel
- Nicolas Hasler
- Sandro Wieser
- Sandro Wolfinger
- Seyhan Yildiz
- Stefano Bensi
- Maxime Chanot
- Aurélien Joachim
- Kevin Malget
- Christopher Martins
- Olivier Thill
- Vincent Thill
- David Turpel
- Ivan Trichkovski
- Juan Carlos Corbalan
- Michael Mifsud
- Rowen Muscat
- Vitalie Damașcan

1 bàn phản lưới nhà
- Josep Gómes (trong trận gặp Kazakhstan)
- Serhiy Malyi (trong trận gặp Gruzia)

## Bảng xếp hạng tổng thể
16 đội tuyển Hạng D sẽ được xếp hạng tổng thể từ thứ 40 đến thứ 55 trong UEFA Nations League 2018-19 theo các quy tắc sau đây:
- Các đội tuyển kết thúc thứ nhất trong các bảng sẽ được xếp hạng từ thứ 40 đến thứ 43 theo kết quả của giai đoạn giải đấu.
- Các đội tuyển kết thúc thứ hai trong các bảng sẽ được xếp hạng từ thứ 44 đến thứ 47 theo kết quả của giai đoạn giải đấu.
- Các đội tuyển kết thúc thứ ba trong các bảng sẽ được xếp hạng từ thứ 48 đến thứ 51 theo kết quả của giai đoạn giải đấu.
- Các đội tuyển kết thúc thứ tư trong các bảng sẽ được xếp hạng từ thứ 52 đến thứ 55 theo kết quả của giai đoạn giải đấu.

| XH | Bg | Đội            | ST | T | H | B | BT | BB | HS  | Đ  |
| -- | -- | -------------- | -- | - | - | - | -- | -- | --- | -- |
| 40 | D1 | Gruzia         | 6  | 5 | 1 | 0 | 12 | 2  | +10 | 16 |
| 41 | D4 | Bắc Macedonia  | 6  | 5 | 0 | 1 | 14 | 5  | +9  | 15 |
| 42 | D3 | Kosovo         | 6  | 4 | 2 | 0 | 15 | 2  | +13 | 14 |
| 43 | D2 | Belarus        | 6  | 4 | 2 | 0 | 10 | 0  | +10 | 14 |
|    |    |                |    |   |   |   |    |    |     |    |
| 44 | D2 | Luxembourg     | 6  | 3 | 1 | 2 | 11 | 4  | +7  | 10 |
| 45 | D4 | Armenia        | 6  | 3 | 1 | 2 | 14 | 8  | +6  | 10 |
| 46 | D3 | Azerbaijan     | 6  | 2 | 3 | 1 | 7  | 6  | +1  | 9  |
| 47 | D1 | Kazakhstan     | 6  | 1 | 3 | 2 | 8  | 7  | +1  | 6  |
|    |    |                |    |   |   |   |    |    |     |    |
| 48 | D2 | Moldova        | 6  | 2 | 3 | 1 | 4  | 5  | −1  | 9  |
| 49 | D4 | Gibraltar      | 6  | 2 | 0 | 4 | 5  | 15 | −10 | 6  |
| 50 | D3 | Quần đảo Faroe | 6  | 1 | 2 | 3 | 5  | 10 | −5  | 5  |
| 51 | D1 | Latvia         | 6  | 0 | 4 | 2 | 2  | 6  | −4  | 4  |
|    |    |                |    |   |   |   |    |    |     |    |
| 52 | D4 | Liechtenstein  | 6  | 1 | 1 | 4 | 7  | 12 | −5  | 4  |
| 53 | D1 | Andorra        | 6  | 0 | 4 | 2 | 2  | 9  | −7  | 4  |
| 54 | D3 | Malta          | 6  | 0 | 3 | 3 | 5  | 14 | −9  | 3  |
| 55 | D2 | San Marino     | 6  | 0 | 0 | 6 | 0  | 16 | −16 | 0  |

## Play-off vòng loại
Bốn đội tuyển tốt nhất trong Hạng D theo bảng xếp hạng tổng thể mà không vượt qua vòng loại cho Giải vô địch bóng đá châu Âu 2020 thông qua vòng bảng vòng loại sẽ tham dự trong vòng play-off, với đội thắng vòng loại cho giải đấu chung kết. Nếu có ít hơn bốn đội trong Hạng D mà không vượt qua vòng loại, các suất vé còn lại được phân bổ cho các đội tuyển từ hạng khác, theo bảng xếp hạng tổng thể.
| Hạng  | Đội tuyển      |
| ----- | -------------- |
| 40 GW | Gruzia         |
| 41 GW | Bắc Macedonia  |
| 42 GW | Kosovo         |
| 43 GW | Belarus        |
| 44    | Luxembourg     |
| 45    | Armenia        |
| 46    | Azerbaijan[H]  |
| 47    | Kazakhstan     |
| 48    | Moldova        |
| 49    | Gibraltar      |
| 50    | Quần đảo Faroe |
| 51    | Latvia         |
| 52    | Liechtenstein  |
| 53    | Andorra        |
| 54    | Malta          |
| 55    | San Marino     |